# Borojoa
Borojoa es un género con 11 especies de plantas con flores perteneciente a la familia Rubiaceae.

## Especies
- Borojoa atlántica
- Borojoa claviflora
- Borojoa duckei
- Borojoa lanceolata
- Borojoa panamensis
- Borojoa patinoi
- Borojoa sorbilis
- Borojoa stipularis
- Borojoa universitatis
- Borojoa venezuelensis
- Borojoa verticillata